# 강원방송
주식회사 LG HELLOVISION  강원방송은 강원특별자치도 (영서 북부지역 철원군, 화천군, 춘천시, 인제군, 양구군, 홍천군, 영동지방)전역을 방송대상구역으로 하는 대한민국의 케이블 방송망 사업자이다.

## 기본 정보
- 주소: 강원특별자치도 춘천시 동면 소양강로 76
- 영동지사: 강원특별자치도 춘천시 동면 소양강로 76
- 영서지사: 강원특별자치도 원주시 동부순환로 154-25

## 현황
강원도에서 최초로 개국한 케이블 TV 방송사이며, 강원도 영서 중·북부를 대상으로 케이블 TV 및 초고속인터넷을 서비스하고 있다. 1993년 강원CATV 발기인 총회를 갖고, 가칭 '강원케이블TV'라는 명칭으로 설립하였다. 이후 1994년 공보처에서 강원도 유일의 케이블TV 공급 사업자로 선정되어 1995년 방송을 시작하였다.
2000년 임시주주총회에서 회사명을 강원방송으로 변경하고, 약칭을 KCT에서 GBN으로 변경하였다.
2007년 춘천시 동면 장학리에 신사옥을 준공하고, 2009년 디지털케이블TV 방송을 시작하였다.
2014년 6월 CJ 헬로비젼 강원방송으로 변경되었다.2015년 9월 CJ 헬로비젼 강원방송이 흡수합병되었다.

## 자체 프로그램
- 강원특별자치도의회 중계
- 헬로TV 뉴스
- 특별기획 스페셜
- 헬로 미디어공작소
- 명물인생
- 볼매토크
- 우리동네히어로
- 셰프의 팔도밥상
- 우리동네 알파고